# Codia cinerascens
Codia cinerascens là một loài thực vật có hoa trong họ Cunoniaceae. Loài này được (Vieill. ex Pamp.) H.C.Hopkins mô tả khoa học đầu tiên năm 2005.